# 오버트 팰러쉬오
오버트 팰러쉬오(Aubert Pallascio, 1937년 8월 19일 ~ 2020년 7월 5일)는 캐나다의 배우, 텔레비전 배우이다.
몬트리올에서 태어났으며 몬트리올에서 사망하였다.

## 영화
- 르 토렌트 (2012년)
- 워치 와일 데이 댄스 (2011년)
- 유산 (2009년)
- 서른 살의 로메인 (2009년)
- 퍼니셔 2 (2008년)
- 3개의 주사기 (2005년)
- 더러운 전쟁 (2001년)
- 오메르타 2 (1997년)
- 에스페란자의 비밀 (1994년)
- 성난 남자 (1978년)